# Peter Eisenman

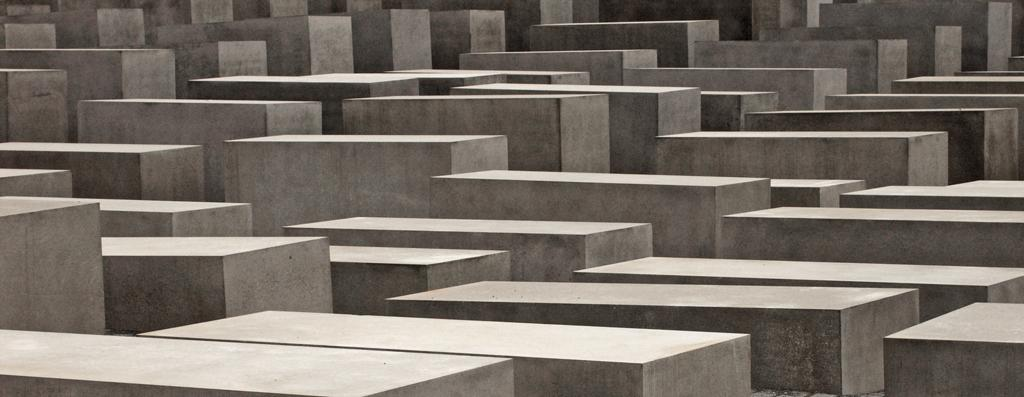
P. Eisenman: Pomnik pomordowanych Żydów Europy w Berlinie

Peter Eisenman (ur. 11 sierpnia 1932 w Newark, New Jersey) jest jednym z czołowych przedstawicieli dekonstruktywizmu w amerykańskiej architekturze.

## Życiorys
W latach 60. XX w. wraz z Johnem Hejdukiem, Michaelem Gravesem, Charlesem Gwathmey i Richardem Meierem był członkiem grupy twórczej New York Five, inspirującej się dziełami Le Corbusiera. Stopniowo wytworzył własne idee - teorie architektoniczne Eisenmana mówią o wyzwoleniu i niezależności samej dyscypliny, a jego prace są kontynuacją prób wyzwolenia formy od sensu (treści) projektowanej przestrzeni. W swoich koncepcjach inspiruje się teoriami Jacques'a Derridy. Zrealizowane budynki Eisenmana spotykają jednak się z ostrą krytyką, także samych użytkowników, ze względu na ich znaczne niedostatki funkcjonalne.
Jest autorem między innymi pomnika ofiar Holocaustu w Berlinie.